# Filo terminale
Il filo terminale (o filum terminale) è un esile filamento lungo 25 centimetri e con un diametro di circa 2 millimetri, che va a fissarsi sulla faccia posteriore del coccige mediante il legamento coccigeo, formatogli attorno dalle tre meningi spinali fuse in un'unica guaina. Esso è il prolungamento verso il basso del cono midollare.
Il filo terminale può essere diviso in due parti:
- La parte superiore, o "filo terminale interno", misura circa 15 centimetri e tocca il bordo inferiore della seconda vertebra sacrale. È contenuto entro la guaina tubulare della dura madre ed è circondata dai  nervi che formano la cauda equina, dalla quale può essere distinto con facilità per il suo colore bluastro-bianco.
- La parte inferiore, o "filo terminale esterno", aderisce alla dura madre, si estende verso il basso dalla punta della guaina tubulare della dura madre e si congiunge con il primo segmento del coccige.

Il filo terminale è composto principalmente da tessuto fibroso, in continuità con quello della pia madre.
A contatto con la sua superficie esterna, però, ci sono alcune fibre nervose, probabilmente nervi coccigei rudimentali. Inoltre, il canale centrale del midollo spinale prosegue al suo interno per 5 o 6 centimetri.